# 格拉布基夫齊
49°41′55″N 25°7′25″E / 49.69861°N 25.12361°E
格拉布基夫齊（烏克蘭語：Грабківці），是烏克蘭的村落，位於該國西部捷爾諾波爾州，由捷尔诺波尔区負責管轄，處於斯特里帕河畔，始建於1598年，面積2.05平方公里，2001年人口146。